# Космос-1415
Космос-1415 је један од преко 2400 совјетских вјештачких сателита лансираних у оквиру програма Космос.
Космос-1415 је лансиран са космодрома Тјуратам, Бајконур, СССР, 12. октобра 1982. Ракета-носач Протон је поставила сателит у орбиту око планете Земље. Маса сателита при лансирању је износила 1250 килограма. Космос-1415 је био навигациони сателит.